# Chaetodiplodina cubensis
Chaetodiplodina cubensis är en svampart som beskrevs av Bat. & Nascim. 1957. Chaetodiplodina cubensis ingår i släktet Chaetodiplodina, divisionen sporsäcksvampar och riket svampar.   Inga underarter finns listade i Catalogue of Life.